# VK 20
Débutant en 1938, la série des VK 20 a été un projet de remplacement du Panzer III, puis du Panzer IV avec la participation de MAN, Krupp et Daimler-Benz. Il était initialement prévu qu'il pèse 20 tonnes, mais il a augmenté à 24 tonnes. 
En novembre 1941, les dessins étaient presque achevés, mais contre le jugement professionnel de Wa Pruef 6, et l'ingérence politique en décembre 1941, tous les dessins et modèles ont été abandonnés. La source de cette décision est arrivée à cause des nombreuses rencontres avec les T-34 et KV-1.Le Reichsminister Fritz Todt a déclaré qu'un nouveau char, de 30 tonnes doit être conçu et réalisé. Oberst Fichtner a fait valoir que le développement de ce nouveau char ferait perdre du temps, que le nombre produit serait réduit et que les ponts des ingénieurs ne pouvaient pas soutenir un tel char.
Ce nouveau char choisi de la série des VK 30, qui allait devenir le Panther, remplace la série des VK 20. Cette décision a été prise à cause de la production précipitée du Panther de MAN, comme nouveau char moyen standard de l'armée Allemande, qui comportait encore des problèmes jamais entièrement réglés, particulièrement pour la dernière transmission.
La série des VK 20 serait également arrivée trop tard, alors que la position de l'Allemagne se trouvait compromise, ayant perdu l'initiative.

## Daimler Benz

### VK 20.01(III)
Daimler-Benz a remporté un contrat pour développer un char de 20 tonnes pour remplacer le Panzer III. À la différence du Z. W. 40, le VK 20.01(III) s'écarte complètement des modèles précédents. Il a été l'un des premiers chars conçus pour utiliser une suspension composée de roues entrelacées (Schachtellaufwerk), qui avait déjà été adoptées pour les half-tracks de l'armée allemande comme le Sd.Kfz. 11 dès 1934 ; et a l'avantage d'avoir une longueur plus courte de contact au sol pour améliorer le pilotage grâce au poids du char distribué sur des roues au diamètre plus large, qui durent plus longtemps et fournissent une conduite sur un terrain accidenté plus douce. Le 14 décembre 1938, Daimler-Benz a achevé un projet utilisant le HL 116 de 300 ch.

### VK 20.01(D)
Daimler Benz, forcé d'accepter des éléments non testés dans leur Panzer III Ausf E, a obtenu la permission de Wa Prüf 6 de poursuivre leur conception sans interférence. Ceci leur a permis d'adopter une suspension à ressorts comme des barres de torsion en supprimant leurs  principaux inconvénients : le gaspillage d'espace à l'intérieur du véhicule, le manque d'accès permettant la réparation et le remplacement des barres de torsion, l'instabilité en raison de des roues cintrées et le manque de satisfaction de l'amortisseur créant de l'instabilité. 
La direction hydraulique du Panzer III Ausf E, qui n'a pas fonctionné comme prévu, a également été dispensée. Il devait être remplacé par un système utilisant des leviers mécaniques, tant qu'aucune meilleure alternative n'était disponible.
La conception du char devait être achevée en décembre 1940 et si le MB 809 diesel pouvait être livré en février 1941, un châssis complètement expérimental aurait pu être créé. Le MB 809 avait une puissance continue de 350 ch, pouvant atteindre jusqu'à 400 ch sans injection de carburant. Avec l'injection de carburant, sa puissance pourrait être portée à 450 ch. La conception d'un moteur diesel a été jugé nécessaire pour utiliser se carburant stratégique spécifiquement exigé par Hitler. La conception du MB 809 a été achevée en juin 1940, avec le premier test du moteur sur le banc d'essai en février 1941, suivie par son test d'acceptation le 12 mars 1941. 
Le moteur est ainsi arrivé à Berlin-Marienfelde pour être installé dans un châssis expérimental. Le 22 décembre 1941, un rapport à l'administration de Daimler-Benz, déclara : "Basé sur l'expérience de la campagne de Russie, le nouveau char juste développé par Daimler-Benz est désormais obsolète. En utilisant le char déjà développé, des études ont été menées sur un nouveau design avec un blindage plus épais et un armement plus lourd."

## Krupp

### VK 20.01(IV)
Un développement de la série du Panzer IV, aussi par Krupp. Il avait une suspension à ressort, le moteur HL 116 et le compartiment moteur du VK 20.01(III). La vitesse maximale était de 42 km/h, la même que sur le Panzer IV Ausf. C. Il fut plus tard rebaptisé en VK 20.01(BW), puis comme B. W. 40.

## MAN

### VK 24.01
Ce fut le prédécesseur de ce qui allait devenir le Panther. Selon M. A. N. en étant basé sur les critères de Wa Pruef 6, il a été l'un des concepts les plus travaillés, avec le blindage incliné, en suivant la "conception russe". Aucun autre détail au sujet de cette conception n'a pu être trouvé.

## Caractéristiques de conception
|                                   | VK 20.01(D)             | VK 20.01(K)           | VK 20.01(M)      |
| Blindage Frontal                  | 50 mm                   | 50 mm                 | 50 mm            |
| Blindage                          | 40 mm                   | 50 mm                 | 40 mm            |
| vitesse de pointe                 | 50 km/h                 | 56 km/h               | 55 km/h          |
| Longueur                          | 5.130 m                 | 5.200 m               | 5.580 m          |
| Largeur                           | 3.020 m                 | 2.950 m               | 3.000 m          |
| Hauteur                           | 1.640 m (sans tourelle) | 2.500 m               | 2.695 m          |
| Garde au sol                      | 42,5 cm                 | 40 cm                 | 54 cm            |
| Longueur des chenilles au contact | 2.757 m                 | 2.650 m               | 2.910 m          |
| Largeur de la chenille            | 440 mm                  | 450 mm                | 475 mm           |
| Poids prêt au combat              | 22.25 t                 | 21,5 t                | Inconnu          |
| Moteur                            | 809 MB                  | 116 HL                | HL 90            |
| Carburant                         | Diesel                  | Essence               | Essence          |
| Puissance                         | 350 à 450 hp            | 300 hp                |                  |
| Suspension                        | Suspension à ressorts   | Suspension à ressorts | Barre de Torsion |

## Armement proposé
- 5 cm KwK 38 L/42
- 5 cm KwK 39 L/60
- 7.5 cm KwK 44 L/43 (plus tard rebaptisé comme KwK 40)[10]

## Jeux vidéo
- Le VK 20.01 (D) fait son apparition dans le jeu vidéo World of Tanks, en tant que char moyen de tier VI, dans l'arbre technologique Allemand[11]. Il est armé, soit (comme énoncé précédemment), d'un 5 cm KwK 38 L/42, d'un 5 cm KwK 39 L/60 ou encore d'un 7.5 cm KwK 37 L/24